# Per-Erik Hedlund
Per-Erik Hedlund   (Särna, 18 d'abril de 1897 - Särna, 12 de febrer de 1975) va ser un esquiador de fons suec que va competir durant les dècades de 1920 i 1930.
El 1924 va prendre part en els Jocs Olímpics de Chamonix, on va disputar dues proves del programa d'esquí de fons. En els 18 km fou sisè, mentre en els 50 km es va veure obligat a abandonar.
Quatre anys més tard, als Jocs de Sankt Moritz, va guanyar la medalla d'or en la prova dels 50 km del programa d'esquí de fons. En la cursa dels 18 km fou sisè.
Guanyà la Vasaloppet de 1926 i 1928. En els Campionats del Món d'esquí nòrdic de 1933 va formar part de l'equip de relleus suec que va guanyar el títol. Durant la seva carrera guanyà nou campionats nacionals, sis d'ells en la cursa dels 50 km. El 1928 va rebre la medalla d'or Svenska Dagbladets.